# Marie Anna de Conti

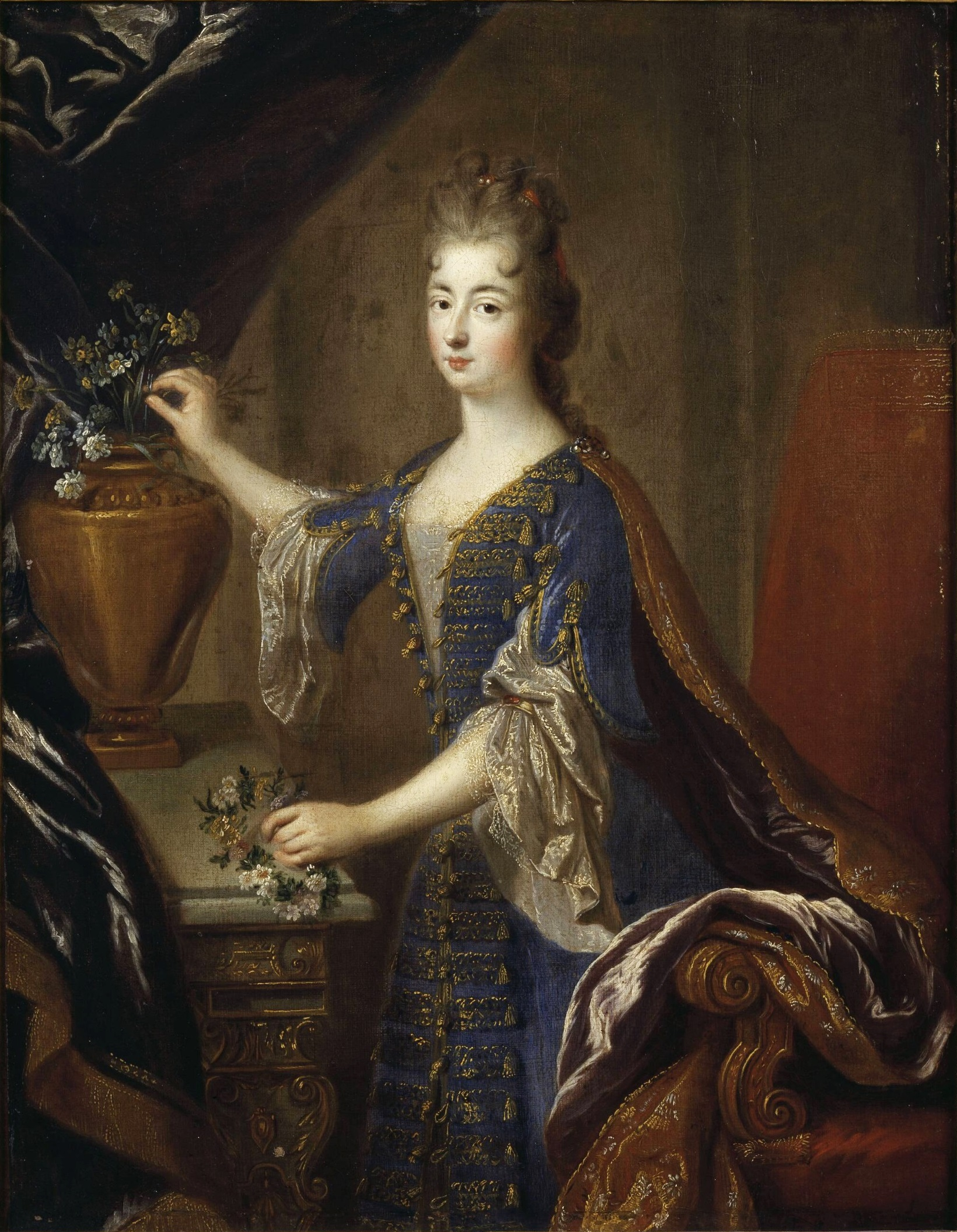
Marie Anna

Marie Anna de Conti nebo také Bourbonská, Legitimée de France (2. říjen 1666 – 3. květen 1739) byla nejstarší legitimizovanou dcerou Ludvíka XIV. Francouzského a jeho milenky Louisy de la Valliére. Ve svých třinácti letech se provdala za Ludvíka Armanda Bourbona, prince z Conti a stala se tak princeznou z Conti. Tato velká kráska a oblíbená dcera svého otce v roce 1685, ve svých 19 letech, ovdověla. Nikdy se znovu nevdala a neměla děti. Potom co její matka odešla do kláštera, zůstala Marie Anna i nadále u otcova dvora a později se stala dědičkou své matky. Později se stala vévodkyní La Valliére.

## Život

### Narození a dětství
Narodila se tajně na zámku Vincennes 2. října 1666 jako nejstarší nemanželské dítě Ludvíka XIV. Byla považována za nejkrásnější a nejoblíbenější královu dceru. Jeho nejoblíbenějším dítětem byl nicméně její nevlastní bratr Ludvík August, vévoda z Maine. Ona a její mladší bratr Ludvík Bourbon (budoucí hrabě z Vermandois) byli dáni do péče Madame Colbert, manželce ministra financí Jeana-Baptisty Colberta. Madame Colbert je odvedla daleko od intrik královského dvora.
Dne 14. května 1667 král Marii Annu uznal za svou dceru. Ve stejný den její matku jmenoval vévodkyní La Valliére a Vaujours. Marie Anna by po matce měla zdědit titul vévodkyně z La Valliére. Během mládí byla známá jako Mademoiselle de Blois, oslovení, které později získala její mladší nevlastní sestra, Františka Marie Bourbonská, nejmladší králova dcera s Madame de Montespan.

### Manželství
Dne 16. ledna 1680 se Marie Anna provdala za svého bratrance, Ludvíka Armanda Bourbona, prince z Conti, svatba se konala v Château de Saint-Germain-en-Laye. Ludvík se do ní na první pohled zamiloval. Její věno bylo jeden milión livrů. Toto manželství bylo první, které bylo uzavřeno mezi princem královské krve a nelegitimní dcerou krále, což v té době vyvolalo skandál. Po katastrofální svatební noci, manželství zůstalo sterilní a Marie Anna šokovala dvůr, když otevřeně prohlásila, že „její manžel není v milování dobrý“.
V roce 1683 ztratila milovaného bratra Ludvíka, hraběte z Vermandois, který slavil narozeniny ve stejný den jako ona. Mladý hrabě byl totiž vypovězen ode dvora poté, co byl zapojen do homosexuálního skandálu Chevaliera Lotrinského a sám byl dlouhodobým milencem strýce Marie Anny, Filipa I. Orleánského. Marie Anna prý byla smutná, když bratr zemřel, zatímco rodiče za mladého muže neuronily ani slzu.
V roce 1685 se od ní manžel nakazil neštovicemi, Marie Anna nemoc překonala, Ludvík však po pěti dnech zemřel. Po jeho smrti jí říkali Madame la Princesse Douairière, a také la Grande Princesse de Conti. Nikdy se znovu nevdala, dokonce odmítla nabídku k sňatku od marockého sultána, Ismaila Ibn Sharifa.
Během pětiletého manželství s princem z Conti, princem královské krve, byla jednou z nejdůležitějších dam u otcova dvora. Její mladší nevlastní sestra Luisa Františka Bourbonská, starší uznaná dcera Ludvíka XIV. a Madame de Montespan se však v roce 1685 vdala za ještě významnějšího muže, Ludvíka Bourbona, bourbonského vévodu, nejstaršího syna a dědice prince z Condé. Vzhledem k tomu, že Condé byl výše postavený než Conti, měla Marie Anna nižší postavení než její o sedm let mladší sestra. Tato záležitost, která byla ve Versailles tak důležitá, vedla k jejich vzájemným třenicím.
To, že má u Versailles nižší postavení, dráždilo Marii Annu čím dál víc, hlavně v roce 1692. V tomto roce se totiž vlastní sestra Luisy Františky, Františka Marie Bourbonská vdala za vévodu z Chartres, Filipa II. Orleánského, který byl dědicem Orléansu a legitimní vnuk Francie, synovec Ludvíka XIV. Františka Marie se tedy stala Fils de France, takže převýšila obě své sestry, jak Marii Annu, tak Luisu Františku, dostala navíc věno ve výši dvou miliónů livrů, což bylo mnohem více, než co dostaly její sestry. Marie Anna i Luisa Františka se ke své sestře chovaly velmi nepřátelsky, protože ona se svým vyšším postavením chlubila a povyšovala se.

## Princezna vdova
Aby bylo možné rozlišovat u dvora vdovy po různých princů z Conti, dostaly jméno Douairière (vdovy) a číslo, které odpovídá době jejich vdovství, jejich titul byl tak Madame la Princesse de Conti, "číslo" Douairière. V letech 1727 až 1732 ovdověly tři princezny de Conti:
- Marie Anna Bourbonská (1666-1739), nemanželská dcera Ludvíka XIV. a Louisy de La Valliére, manželka Ludvík Armanda I. Bourbona, prince de Conti, stala se tak Madame la Princesse de Conti Première Douairière, jako první vdova v roce 1685. Titul po manželovi získal jeho mladší bratr František Ludvík.
- Marie Tereza Bourbonská (1666-1732), manželka Františka Ludvíka, prince de Conti, po ztrátě manžela v roce 1709 se stala Madame la Princesse de Conti Seconde Douairière.
- Luisa Alžběta Bourbonská (1693-1775), manželka Ludvíka Armanda II., prince de Conti, syna a nástupce Františka Ludvíka, prince de Conti. Byla dcerou Ludvíka, prince de Condé a Luisy Františky Bourbonské. Po manželově smrti se stala Madame la Princesse de Conti Troisième/Dernière Douairière.

Marie Anna seznámila svého nevlastního bratra dauphina s Marií Émilií de Joly de Choin, se kterou se po smrti své první manželky, Marie Anny Bavorské, oženil. Marie Anna de Conti zemřela v Paříži 3. května 1739. Pochována byla v kostele svatého Rocha v Paříži.

## Tituly a oslovení
- 2. října 1666 – 14. května 1667ː Marie Anna Bourbonská
- 14. května 1667 – 16. ledna 1680ː Její Výsost Marie Anna Bourbonská, Légitimée de France, "Mademoiselle de Blois"
- 16. ledna 1680 – 9. listopadu 1685ː Její Jasnost kněžna de Conti
- 9. listopadu 1685 – 3. května 1739ː Její Jasnost kněžna de Conti vdova, vévodkyně de La Vallière (Madame la princesse de Conti Douairière or Madame la Princesse de Conti Première Douairière)